# Levent

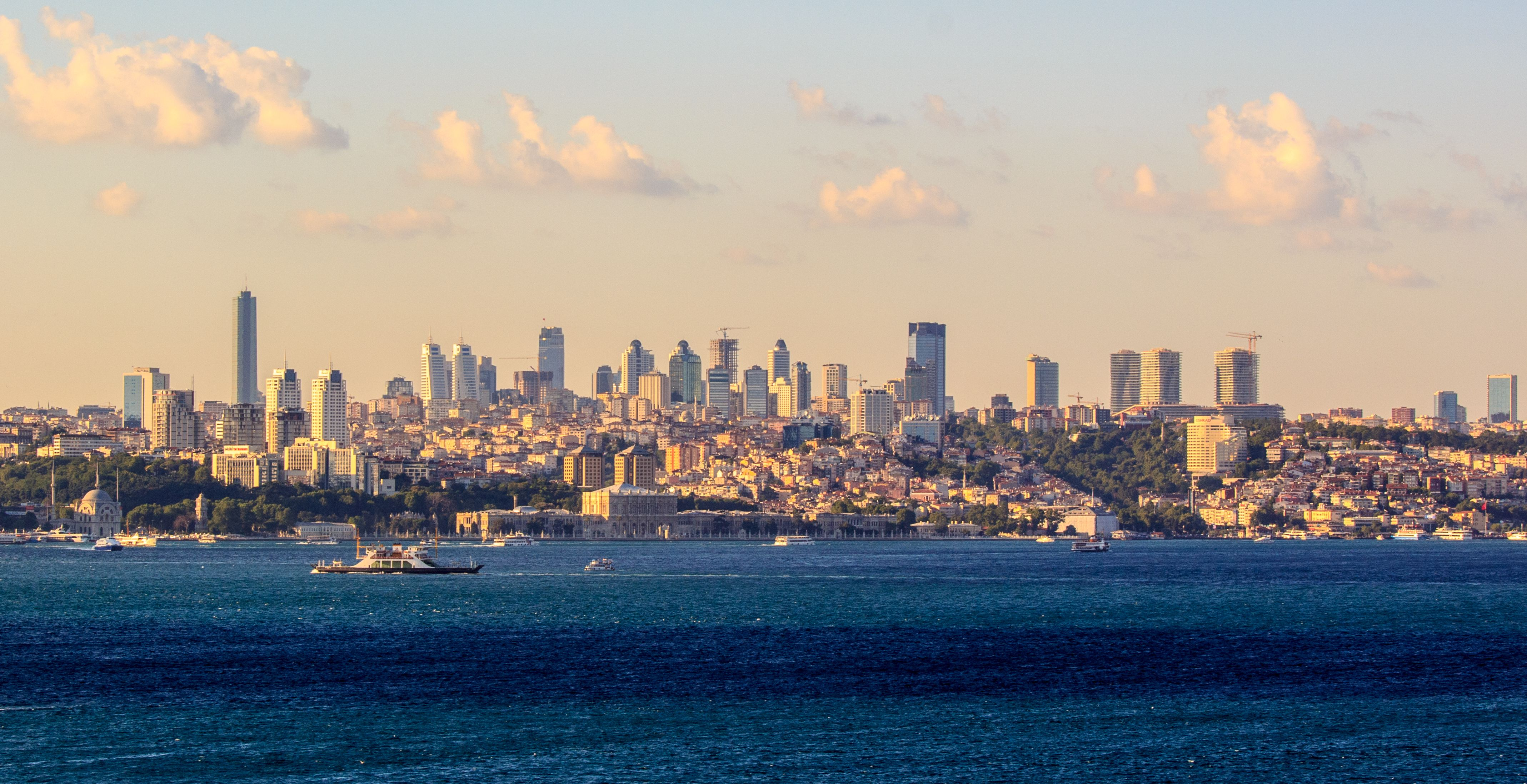
Levent est l'un des principaux quartiers financiers d'Istanbul.

Levent est l'un des principaux quartiers d'affaires d'Istanbul, en Turquie, située sur la partie européenne de la ville.
Il fait partie du district de Beşiktaş qui est situé au nord de la Corne d'Or sur la rive occidentale du détroit du Bosphore. Il est en compétition avec le quartier voisin de Maslak et ses nouveaux projets de gratte-ciel.
Actuellement, le plus haut gratte-ciel du quartier est la Tour Sapphire et ses 54 étages (261 m). La Tour Sapphire à Levent est actuellement le quatrième plus haut gratte-ciel d'Istanbul, derrière la Metropol Istanbul Tower 1,, (70 étages / 301 mètres) dans le quartier d'Ataşehir du côté asiatique de la ville ; et Skyland Istanbul Towers 1 et 2, (2 x 70 étages / 293 mètres), situé près du Stade Türk Telekom, dans la partie européenne d'Istanbul.